# Národní park W
Národní park W (francouzsky Parc national du W) je biosférická rezervace ležící na hranicích západoafrických států Niger, Benin a Burkina Faso. Na správě chráněného území se podílejí vlády všech zúčastněných států. Protéká jím řeka Niger a její přítok Mékrou; Niger v těchto místech vytváří výrazný meandr ve tvaru písmene W, který dal území název. Národní park má rozlohu 10 000 km² a zahrnuje savany, lesy, bažinaté říční nivy i skaliska.
Podle archeologických nálezů bylo území dříve osídlené, ale v novověku bylo opuštěno z důvodu nebezpečí malárie. Díky vzdálenosti od městských center se zachovala původní krajina i živočichové a 4. srpna 1954 byl vyhlášen národní park. Později byly v sousedství vytvořeny národní park Arly a národní park Pendjari a jako nárazníkové zóny i menší a méně přísné rezervace Tamou, Dosso a Kourtiagou. Vznikl tak komplex chráněných oblastí o rozloze přes 30 000 km², známý pod zkratkou WAP.
V roce 1996 byl nigerská část národního parku W zapsána organizací UNESCO na seznam Světové dědictví, v roce 2017 došlo k rozšíření území chráněného UNESCEM o části parku W na území Beninu a Burkiny Faso a zároveň o parky Arly a Pendjari pod novým názvem „Komplex chráněných území W-Arly-Pendjari“ (WAP). Roku 2007 byla jeho bažinatá část zařazena mezi území chráněné Ramsarskou úmluvou.
Národní park leží na jižní hranici tygřího buše, krajiny tvořené střídajícími se pásy vegetace a holé země. Typickými stromy jsou baobab prstnatý a Diospyros mespiliformis, na vodě roste babelka řezanovitá. Park je posledním místem, kde přežívá ohrožená žirafa západoafrická, žije zde také největší západoafrická populace slona afrického, řeky obývá kapustňák senegalský a hroch obojživelný. Vzácnými druhy jsou i lev senegalský a gepard severoafrický, dále se zde vyskytuje buvol africký, antilopa koňská, gazela rezavočelá, lesoň, prase bradavičnaté, hrabáč kapský, pavián nebo serval. Pro množství vodního ptactva je park uznáván jako významné ptačí území, vyskytují se i plazi (krokodýl nilský, varan nilský) a ryby (afrotetra thébská, labeo senegalské).
Park je turistickou atrakcí, vzhledem k rostoucí hustotě osídlení okolních krajů se na jeho území vyskytují časté problémy s pytláctvím, ilegální pastvou domácího skotu a se zabíráním půdy k zemědělským účelům.

## Fotogalerie

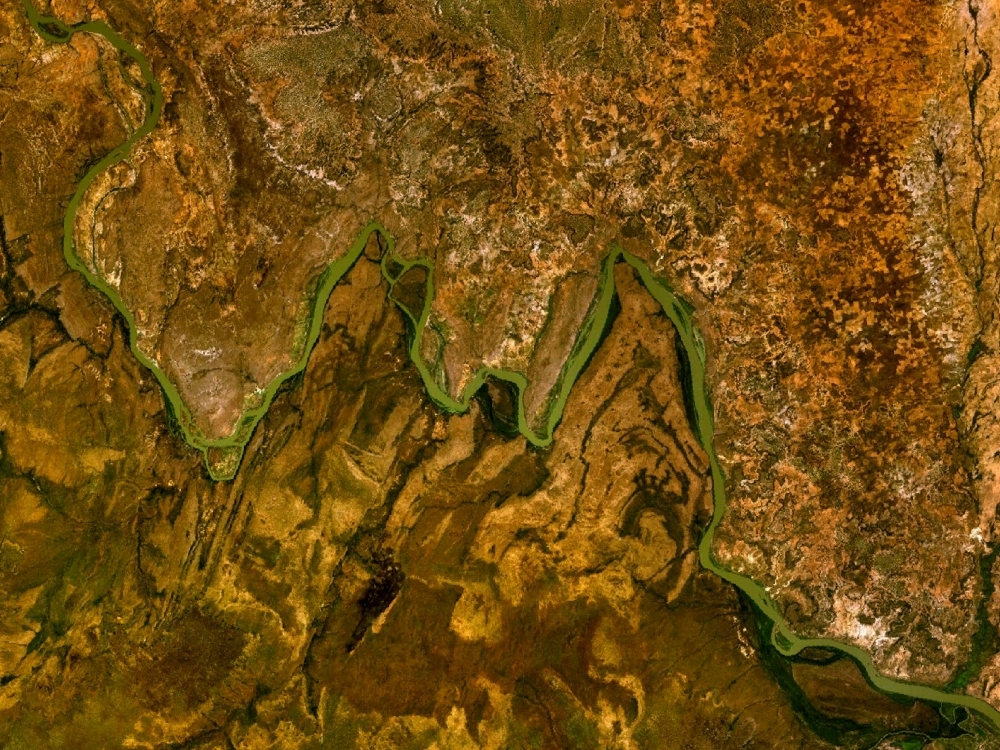
Satelitní snímek meandrů Nigeru
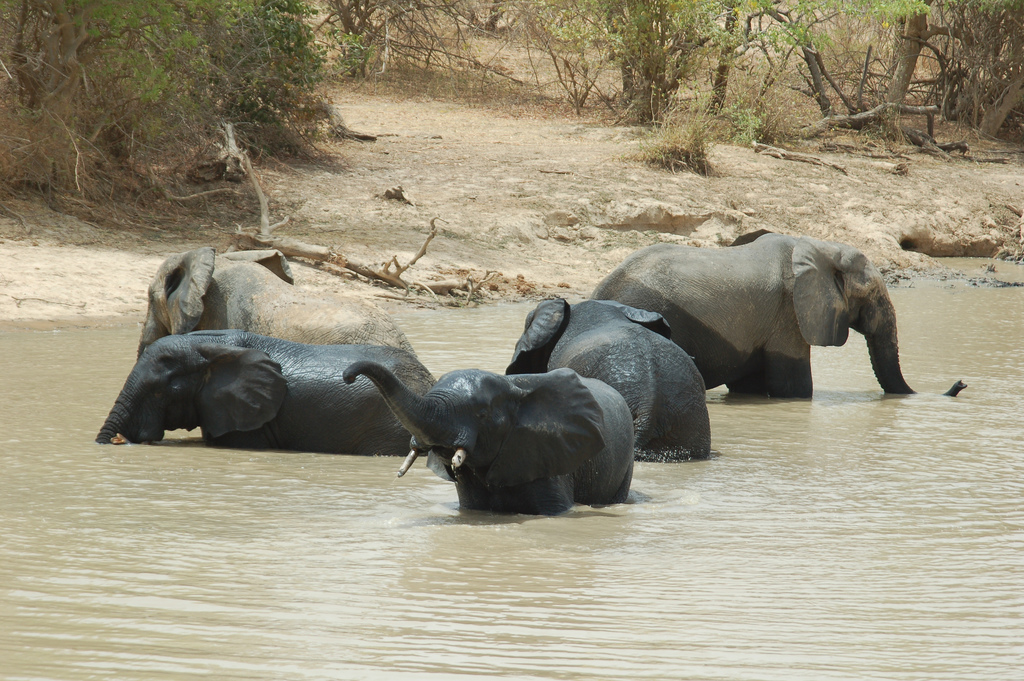
Sloni
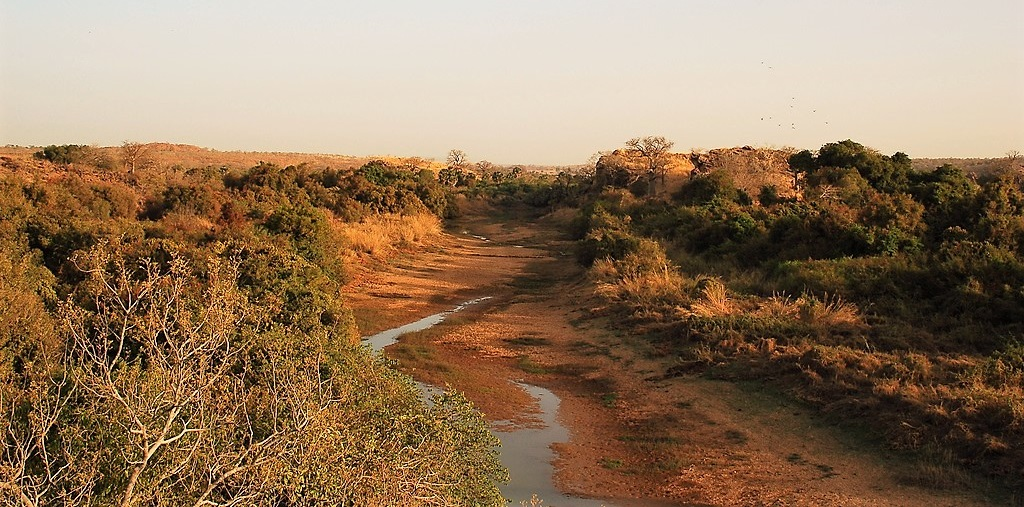
Krajina v období sucha